# グスタフ・リンドブロム
グスタフ・リンドブロム (Gustaf "Topsy" Lindblom、1891年12月3日- 1960年4月26日)は、スウェーデンの元陸上競技選手。1912年ストックホルムオリンピックでは三段跳に出場し、14メートル76を跳び金メダルを獲得した。